# Morgan Motor Company
Morgan Motor Company este un producător britanic de autoturisme fondat în 1910 de Henry Frederick Stanley Morgan și deținut de grupul de investiții italian InvestIndustrial din martie 2019.
Morgan are sediul în Malvern Link, o zonă din Malvern, Worcestershire, și are aproximativ 220 de angajați. Morgan a declarat că produc 850 de mașini pe an, toate asamblate manual. Lista de așteptare pentru o mașină este de aproximativ șase luni și uneori a durat până la zece ani.
Mașinile Morgan sunt neobișnuite, deoarece lemnul a fost folosit în construcția lor timp de un secol și este încă folosit în secolul 21 pentru încadrarea carcasei caroseriei. Un centru de vizitatori și un muzeu au exponate despre istoria companiei din epoca eduardiană până în prezent, evoluții în tehnologia automobilelor și un afișaj de automobile. Există, de asemenea, tururi cu ghid ale fabricii.